# G-44 Qeqertarsuaq
G-44 Qeqertarsuaq (celým názvem: Timersoqatigiiffik Godhavn-44 Qeqertarsuaq) je grónský sportovní klub, který sídlí ve městě Qeqertarsuaq (dánsky: Godhavn). Založen byl v roce 1944, letopočet vzniku je i v klubovém emblému. Fotbalový oddíl se pravidelně účastní konečné fáze nejvyšší fotbalové soutěže v zemi. Jeho mužský oddíl je pak dvojnásobným mistrem Grónska z let 2009 a 2011. Své domácí zápasy odehrává na stadionu Qeqertarsuaq. Klubové barvy jsou modrá a bílá.
Mimo mužský fotbalový oddíl má sportovní klub i jiné oddíly, mj. oddíl ženského fotbalu.

## Získané trofeje
Zdroj:
- Angutit Inersimasut GM ( 2x )
  - 2009, 2011

## Umístění v jednotlivých sezonách
Zdroj:
Legenda: Z - zápasy, V - výhry, R - remízy, P - porážky, VG - vstřelené góly, OG - obdržené góly, +/- - rozdíl skóre, B - body, zlaté podbarvení - 1. místo, stříbrné podbarvení - 2. místo, bronzové podbarvení - 3. místo, červené podbarvení - sestup, zelené podbarvení - postup, fialové podbarvení - reorganizace, změna skupiny či soutěže
| Grónsko (1972 – ) |                                          |        |     |     |     |     |     |     |     |     |        |
| Sezóny            | Liga                                     | Úroveň | Z   | V   | R   | P   | VG  | OG  | +/- | B   | Pozice |
| 1972              | Angutit Inersimasut GM                   | 1      | 3   | 1   | 1   | 1   | 7   | 13  | -6  | 3   | 2.     |
| ...               |                                          |        |     |     |     |     |     |     |     |     |        |
| 1975              | Angutit Inersimasut GM                   | 1      | ... | ... | ... | ... | ... | ... | ... | ... | 2.     |
| ...               |                                          |        |     |     |     |     |     |     |     |     |        |
| 1989              | Angutit Inersimasut GM – sk. Diskobugten | 1      | 5   | 1   | 2   | 2   | 6   | 8   | -2  | 4   | 5.     |
| ...               |                                          |        |     |     |     |     |     |     |     |     |        |
| 2005              | Angutit Inersimasut GM – sk. B           | 1      | 3   | 1   | 1   | 1   | 12  | 6   | +6  | 4   | 2.     |
| 2006              | Angutit Inersimasut GM – sk. A           | 1      | 3   | 0   | 2   | 1   | 2   | 3   | -1  | 2   | 3.     |
| ...               |                                          |        |     |     |     |     |     |     |     |     |        |
| 2009              | Angutit Inersimasut GM – sk. A           | 1      | 3   | 2   | 1   | 0   | 9   | 1   | +8  | 7   | 1.     |
| 2010              | Angutit Inersimasut GM – sk. A           | 1      | 3   | 2   | 0   | 1   | 6   | 3   | +3  | 6   | 2.     |
| 2011              | Angutit Inersimasut GM – sk. A           | 1      | 4   | 2   | 2   | 0   | 10  | 0   | +10 | 8   | 2.     |
| 2012              | Angutit Inersimasut GM – sk. A           | 1      | 4   | 4   | 0   | 0   | 17  | 1   | +16 | 12  | 1.     |
| 2013              | Angutit Inersimasut GM – sk. A           | 1      | 3   | 2   | 1   | 0   | 13  | 2   | +11 | 7   | 1.     |
| 2014              | Angutit Inersimasut GM – sk. B           | 1      | 3   | 1   | 2   | 0   | 5   | 3   | +2  | 5   | 2.     |
| 2015              | Angutit Inersimasut GM – sk. A           | 1      | 3   | 2   | 0   | 1   | 8   | 4   | +4  | 6   | 2.     |
| 2016              | Angutit Inersimasut GM – sk. B           | 1      | 3   | 2   | 0   | 1   | 7   | 4   | +3  | 6   | 2.     |

Poznámky k fázím grónského mistrovství
- 1972: Z této sezóny je známo pouze konečné umístění finálové fáze, v níž se klub umístil na celkovém druhém místě.
- 1975: Z této sezóny je známo pouze konečné umístění finálové fáze, v níž se klub umístil na celkovém druhém místě.
- 1989: Výsledky v první fázi turnaje nejsou známy, zaručil si ovšem v této fázi postup do druhé fáze. V ní skončil na pátém nepostupovém místě ve skupině Diskobugten.
- 2005: Výsledky v první a druhé fázi turnaje nejsou známy, klub se ovšem probojoval do finální fáze celostátního turnaje. Ve skupině B se umístil na druhém místě, které zaručovalo místenku v semifinále (prohra s B-67 poměrem 1:2). Po prohře v semifinále se zúčastnil boje o třetí místo, ve kterém podlehl mužstvu FC Malamuk poměrem 2:4.
- 2006: Výsledky v první a druhé fázi turnaje nejsou známy, klub se ovšem probojoval do finální fáze celostátního turnaje. Ve skupině A se umístil na třetím místě, které zaručovalo pouze souboj o konečné páté místo v turnaji. V něm klub zvítězil nad mužstvem Kissaviarsuk-33 poměrem 3:2.
- 2009: Výsledky v první a druhé fázi turnaje nejsou známy, klub se ovšem probojoval do finální fáze celostátního turnaje. Ve skupině A se umístil na prvním místě, které zaručovalo místenku v semifinále (výhra nad Siumut Amerdlok Kunuk poměrem 3:2). Po semifinálovém vítězství se klub zúčastnil finále o celkového mistra Grónska. V něm zvítězil nad mužstvem FC Malamuk poměrem 3:0 a získal tak svůj první mistrovský titul.
- 2010: Výsledky v první fázi turnaje nejsou známy. Po druhém místě ve druhé fázi (skupina Diskobugten) se klub probojoval do finální fáze celostátního turnaje. Ve skupině A se umístil na druhém místě, které zaručovalo místenku v semifinále (výhra nad Nagdlunguaq-48 poměrem 2:0). Po semifinálovém vítězství se klub zúčastnil finále o celkového mistra Grónska. V něm podlehl mužstvu B-67 poměrem 0:5 a obsadil tak celkové druhé místo.
- 2011: Výsledky v první fázi turnaje nejsou známy. Po vítězství ve druhé fázi (skupina Diskobugten) se klub probojoval do finální fáze celostátního turnaje. Ve skupině A se umístil na druhém místě, které zaručovalo místenku v semifinále (výhra nad Kissaviarsuk-33 poměrem 3:0). Po semifinálovém vítězství se klub zúčastnil finále o celkového mistra Grónska. V něm zvítězil nad mužstvem B-67 poměrem 7:6 na penalty a získal tak svůj druhý mistrovský titul.
- 2012: Výsledky v první a druhé fázi turnaje nejsou známy, klub se ovšem probojoval do finální fáze celostátního turnaje. Ve skupině A se umístil na prvním místě, které zaručovalo místenku v semifinále (prohra s Nagdlunguaq-48 poměrem 0:3). Po prohře v semifinále se zúčastnil boje o třetí místo, ve kterém zvítězil nad mužstvem FC Malamuk poměrem 6:0.
- 2013: Výsledky v první a druhé fázi turnaje nejsou známy, klub se ovšem probojoval do finální fáze celostátního turnaje. Ve skupině A se umístil na prvním místě, které zaručovalo místenku v semifinále (výhra nad FC Malamuk poměrem 3:1). Po semifinálovém vítězství se klub zúčastnil finále o celkového mistra Grónska. V něm podlehl mužstvu B-67 poměrem 2:3 a obsadil tak celkové druhé místo.
- 2014: Výsledky v první fázi turnaje nejsou známy. Po druhém místě ve druhé fázi (skupina Diskobugten) se klub probojoval do finální fáze celostátního turnaje. Ve skupině B se umístil na druhém místě, které zaručovalo místenku v semifinále (prohra s B-67 poměrem 1:2). Po prohře v semifinále se zúčastnil boje o třetí místo, ve kterém podlehl mužstvu Inuit Timersoqatigiiffiat-79 poměrem 1:2.
- 2015: Výsledky v první fázi turnaje nejsou známy. Po vítězství ve druhé fázi (skupina Diskobugten) se klub probojoval do finální fáze celostátního turnaje. Ve skupině A se umístil na druhém místě, které zaručovalo místenku v semifinále (prohra s B-67 poměrem 0:1). Po prohře v semifinále se zúčastnil boje o třetí místo, ve kterém zvítězil nad mužstvem Kugsak-45 poměrem 4:0.
- 2016: Výsledky v první fázi turnaje nejsou známy. Po vítězství ve druhé fázi (skupina Diskobugten) se klub probojoval do finální fáze celostátního turnaje. Ve skupině B se umístil na druhém místě, které zaručovalo místenku v semifinále (prohra s Nagdlunguaq-48 poměrem 0:2). Po prohře v semifinále se zúčastnil boje o třetí místo, ve kterém podlehl mužstvu Inuit Timersoqatigiiffiat-79 poměrem 1:6.